# Protocytheretta pumicosa
Protocytheretta pumicosa är en kräftdjursart som först beskrevs av Brady 1869.  Protocytheretta pumicosa ingår i släktet Protocytheretta och familjen Cytherettidae. Inga underarter finns listade i Catalogue of Life.